# Albert Eise
Albert Eise (* 7. November 1896 in Oeffingen; † 3. September 1942 im KZ Dachau) war ein deutscher Pallottinerpater und Opfer des Nationalsozialismus.

## Leben
Albert Eise wuchs mit vier Geschwistern auf einem Bauernhof bei Stuttgart auf. Mit 14 Jahren ging er an das Pallottiner-Gymnasium Ehrenbreitstein und 1912 unter Spiritual Joseph Kentenich in das neue Studienheim der Pallottiner in Vallendar. 1914 wohnte er dem Gründungsakt der Schönstattbewegung bei.
Ab September 1915 machte er Kriegsdienst als Gardesoldat und Sanitäter. 1919 wurde er Novize im Missionshaus der Pallottiner in Limburg an der Lahn und am 6. Juni 1925 zum Priester geweiht. Nach Tätigkeit als Spiritual, Vizerektor und Rektor im Missionsseminar der Pallottiner in Freising wurde er im August 1931 enger Mitarbeiter von Kentenich in Schönstatt und widmete sich unter anderem der Betreuung der zahlreichen von der Schönstattbewegung angezogenen Studentinnen.
Als er 1936 Schriftleiter der Zeitschrift Königin der Apostel wurde, erhielt er eine ernstliche Verwarnung durch das Propagandaministerium. Die Zeitschrift wurde beschlagnahmt. 1939 bedrängte ihn die Gestapo wegen einer Predigtreihe in Wien. Bei einem geheimen Studentinnentreffen in Koblenz am 4. August 1941 wurde er festgenommen und am 14. November 1941 in das KZ Dachau eingeliefert (Häftlings-Nr. 28.660). Zwangsarbeit, Hunger und Ruhr führten am 3. September 1942 zu seinem Tod.

## Werke
- Seine Handschrift. Geschichte (mit)geschrieben. Leben und Wirken von Pater Albert Eise. Patris-Verlag, Vallendar 1992.
- Briefe aus dem Konzentrationslager. Hrsg. Anne-Bärbel Blaes. Patris-Verlag, Vallendar 1997.

## Gedenken
Die katholische Kirche hat Albert Eise als Blutzeugen aus der Zeit des Nationalsozialismus in das deutsche Martyrologium des 20. Jahrhunderts aufgenommen.